# Ageltrude
Ageltrude (auch Ageltrude di Benevento, Agiltrude, Ageltruda, Angildruda; * um 860; † nach 923) war als Ehefrau von Wido von Spoleto Markgräfin von Camerino, Königin von Italien und Römische Kaiserin.

## Leben
Ageltrude wurde um das Jahr 860 als Tochter des Fürsten Adelchis von Benevent (853–878) und seiner Frau Adeltrude geboren. Vermutlich im Jahre 875 heiratete sie Wido von Spoleto, der 876 seinem Bruder Lambert als Markgraf von Camerino nachfolgte. Der gemeinsame Sohn Lambert von Spoleto wurde um 875 geboren.
Wido von Spoleto wurde 889 zum König von Italien gekrönt und am 21. Februar 891 in Rom von Papst Stephan V. zum Römischen Kaiser. Bereits im Mai 889 wurde der zu diesem Zeitpunkt etwa 14 Jahre alte Sohn Lambert von Spoleto zum Mitkönig erhoben. Auf Verlangen Widos krönte ihn der neue Papst Formosus am 30. April 892 auf einer Synode in Ravenna zum Mitkaiser. Im Gegenzug bestätigten beide die Rechte des Papsttums auf die mittelitalienischen Gebiete aus der Pippinischen Schenkung.
Als einer der einflussreichsten Könige Italiens wurde Wido von Spoleto dem Papst Formosus zu mächtig. Formosus verbündete sich daher mit Arnolf von Kärnten, welcher 894 über die Alpen zog und Brescia, Bergamo, Mailand und Pavia eroberte. Anschließend proklamierte er sich zum König von Italien. Doch nach aufkommenden Schwierigkeiten zog Arnolf sich bald wieder zurück. Wido starb im November 894 in der Nähe des Flusses Taro, wo er sich verschanzt hatte. Ageltrude versuchte die Ansprüche ihres Sohnes zu sichern. Sie verschanzte sich nach dem Rückzug von Arnolf in Rom und regierte als Kaiserin das Gebiet.
Im Herbst 895 unternahm Arnolf einen zweiten Feldzug und stand im Februar 896 vor den Mauern Roms. Ageltrude hatte sich in der Stadt verschanzt, doch Arnolf gelang es, in Rom einzudringen. Formosus krönte ihn daraufhin im Februar 896 feierlich zum Kaiser. Ageltrude und Lambert konnten sich nach Spoleto zurückziehen. Der neue Kaiser marschierte nun gegen Spoleto, um Lambert und seine Mutter zu belagern, erlitt auf dem Weg jedoch einen Schlaganfall. Er brach den Feldzug ab und kehrte nach Bayern zurück. Kurz darauf starb Formosus. Sein Nachfolger wurde Bonifatius VI., der nur fünfzehn Tage nach Amtsantritt ebenfalls starb. Auf Bonifatius VI. folgte Papst Stephan VI., der im Jahr 897 auch auf Betreiben von Ageltrude und ihrer Familie eine Leichensynode über Formosus abhielt. Formosus wurde exhumiert, in päpstliche Gewänder gekleidet und auf den päpstlichen Thron gesetzt. Die Leichensynode befand Formosus des Eidbruchs für schuldig. Darum wurden ihm die Schwurfinger abgehackt und sein Leichnam später in den Tiber geworfen.
Papst Johannes IX. hob Arnolfs Salbung 898 auf, im selben Jahr starb Lambert, der inzwischen unangefochten Römischer Kaiser war, unerwartet und Ageltrude zog sich aus der Politik zurück. Sie trat zunächst in Camerino, später in Salsomaggiore in ein Kloster ein. Ihre letzte überlieferte Nachricht stammt aus dem Jahr 923. Es ist nicht bekannt, wann sie starb.

## Moderne Rezeption
Judy Chicago widmete Ageltrude eine Inschrift auf den dreieckigen Bodenfliesen des Heritage Floor ihrer Installation The Dinner Party. Die mit dem Namen Ageltrude Benevento beschrifteten Porzellanfliesen sind dem Platz mit dem Gedeck für Trotula zugeordnet.